# Колесня (Рязанская область)
Колесня — село в Захаровском районе Рязанской области России. Входит в состав Плахинского сельского поселения.

## География
Село находится в западной части Рязанской области, в лесостепной зоне, в пределах Окско-Донской равнины, к западу от автодороги Р132, на расстоянии примерно 11 километров (по прямой) к северо-востоку от Захарова, административного центра района. Абсолютная высота — 157 метров над уровнем моря.

### Климат
Климат характеризуется как умеренно континентальный, с тёплым летом и умеренно холодной снежной зимой. Средняя температура воздуха самого холодного месяца (января) — −11,5 — −10,4 °C (абсолютный минимум — −45 °C); самого тёплого месяца (июля) — 18,6 — 19,4 °C (абсолютный максимум — 39 °C). Безморозный период длится около 135—155 дней. Среднегодовое количество осадков — 500 мм, из которых большая часть выпадает в тёплый период.

### Часовой пояс
Село Колесня, как и вся Рязанская область, находится в часовой зоне МСК (московское время). Смещение применяемого времени относительно UTC составляет +3:00.

## История
Первое упоминание о селе - 1859 год, к этому моменту в селе было 106 дворов, в которых жило 790 человек.   В исторических документах село упоминается как Высоцкiе выселки (Калесня). Первое название говорит о том, что основателями населенного пункта были выходцы из села Высокое (ныне Рязанский район). Что же касается второго (нынешнего) названия, то по преданию, здесь находилась колесная мастерская Иоанно-Богословского монастыря. Предположительно, земли всех близлежащих сел издавна принадлежали этому монастырю, о чем свидетельствует большое количество престольных церквей посвященных Иоанну Богослову. После секуляризационной реформы 1764 года Екатерины II большая часть земель Иоанно-Богословского монастыря перешли в государственную собственность. Село являлось казенным, помещика в селе не было.
В 1893 г. на построение храма в деревне Колесне, Михайловского уезда из сумм, находящихся в распоряжении Его Высокопревосходительства господина Обер Прокурора Священного Синода, прислано 880 рублей.  Утвержден в должности церковного старосты при церкви села Колесни отставной солдат Зиновей Ионов Ионов. При церкви действовала церковно-приходская школа.
В 1897 году был рукоположен в сан священника ко храму в селе Колесня Михайловского уезда Сергей Иоаннович Аманов, прослуживший в храме до его закрытия в 30-е годы 20 века. Признан священномучеником, был расстрелян в 10 декабря 1937.

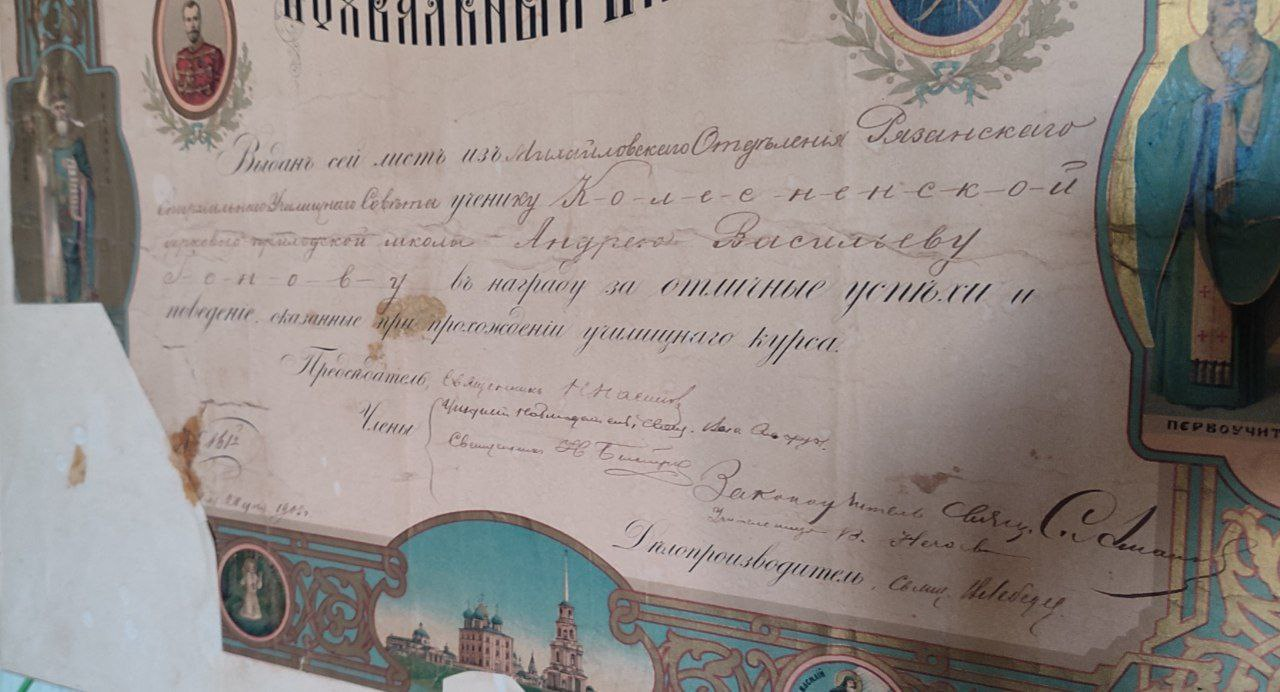
Подпись святомученника С.Аманов

1897 г. - в поле найден клад с женскими украшениями. Известны пять серебряных серег XII или XIII вв. Одна из них звездчатая в 12/2 золотника, рязанского типа и четыре серьги киевского типа.

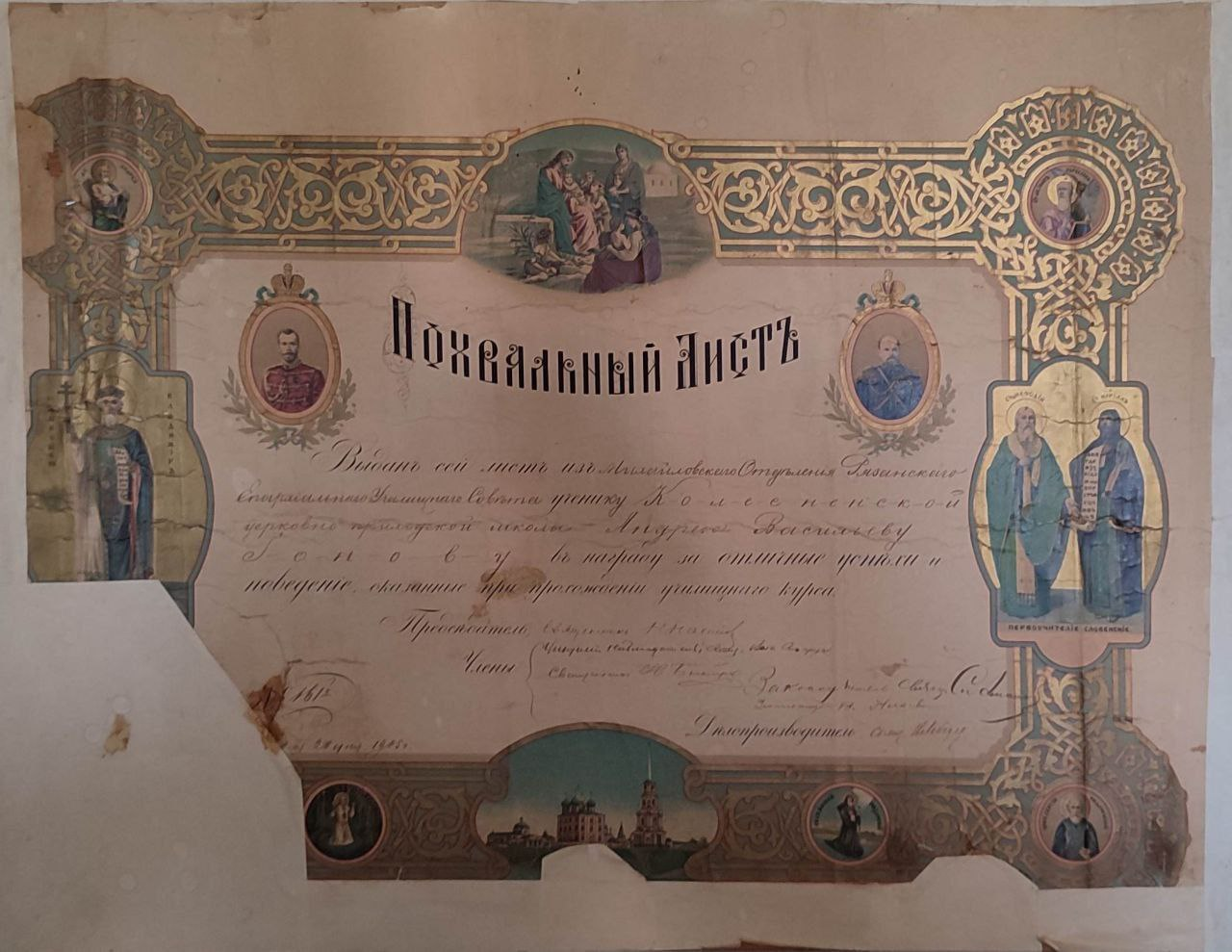
Похвальный лист ученика церковно-приходской школы с. Колесня, 1905 г.

В советское время на территории села был основан колхоз "Путь Ленина".

## Население
| 1859 | 1897  | 1905  | 2010 | 2023 |
| ---- | ----- | ----- | ---- | ---- |
| 790  | ↗1222 | ↗1545 | ↘80  | ↘66  |

### Национальный состав
Согласно результатам переписи 2002 года, в национальной структуре населения русские составляли 95 % из 100 чел. Количество домов и жителей по годам.

### Знаменитые уроженцы
- Криксин, Алексей Степанович (1922-2001) - советский телефонист, сотрудник Комитета государственной безопасности СССР, участник Парада 7 ноября 1941 года и Парада Победы 24 июня 1945 года на Красной площади в городе Москве, полный кавалер ордена Трудовой Славы.